# Дирбхајм
Дирбхајм (њем. Dürbheim) општина је у њемачкој савезној држави Баден-Виртемберг. Једно је од 34 општинска средишта округа Тутлинген. Према процјени из 2010. у општини је живјело 1.694 становника. Посједује регионалну шифру (AGS) 8327011.

## Географски и демографски подаци
Дирбхајм се налази у савезној држави Баден-Виртемберг у округу Тутлинген. Општина се налази на надморској висини од 727 метара. Површина општине износи 14,8 km². У самом мјесту је, према процјени из 2010. године, живјело 1.694 становника. Просјечна густина становништва износи 114 становника/km².